# Idaea nigrobarbata
Idaea nigrobarbata là một loài bướm đêm trong họ Geometridae.